# Kimmeridge
Kimmeridge – wieś w Anglii, w hrabstwie Dorset, w dystrykcie (unitary authority) Dorset. Leży 30 km na południowy wschód od miasta Dorchester i 170 km na południowy zachód od Londynu.